# Молодіжний чемпіонат Європи з футболу 2009
Чемпіонат Європи з футболу 2009 серед молодіжних команд — міжнародний футбольний турнір під егідою УЄФА серед молодіжних збірних команд країн зони УЄФА. Переможцем турніру стала молодіжна збірна команда Німеччини, яка у фіналі перемогла молодіжну збірну Англії 4:0.

## Кваліфікація
| Група 1 Італія Хорватія Греція Албанія Азербайджан Фарерські острови | Група 2 Чехія Україна Туреччина Вірменія Ліхтенштейн | Група 3 Португалія Англія Болгарія Ірландія Чорногорія | Група 4 Іспанія Росія Польща Грузія Казахстан                  | Група 5 Нідерланди Швейцарія Норвегія Північна Македонія Естонія |
| Група 6 Данія Словенія Литва Фінляндія Шотландія                     | Група 7 Бельгія Словаччина Ісландія Австрія Кіпр     | Група 8 Сербія Угорщина Білорусь Латвія Сан-Марино     | Група 9 Німеччина Ізраїль Молдова Північна Ірландія Люксембург | Група 10 Франція Румунія Боснія і Герцеговина Уельс Мальта       |

## Плей-оф
Матчі пройшли 10 та 11 жовтня, матчі-відповіді 14 та 15 жовтня 2008.
| Команда 1 | Заг.   | Команда 2 | 1-й матч | 2-й матч |
| --------- | ------ | --------- | -------- | -------- |
| Німеччина | 2–1    | Франція   | 1–1      | 1–0      |
| Данія     | 0–2    | Сербія    | 0–1      | 0–1      |
| Туреччина | 1–2    | Білорусь  | 1–0      | 0–2      |
| Австрія   | 3–3(п) | Фінляндія | 2–1      | 1–2      |
| Уельс     | 4–5    | Англія    | 2–3      | 2–2      |
| Італія    | 3–1    | Ізраїль   | 0–0      | 3–1      |
| Швейцарія | 3–4    | Іспанія   | 2–1      | 1–3      |

## Учасники
- Швеція (господар)
- Білорусь
- Англія
- Фінляндія
- Німеччина
- Італія
- Іспанія
- Сербія

## Міста та стадіони
| Мальме            | Гетеборг          | Гельсінборг       | Гальмстад        |
| ----------------- | ----------------- | ----------------- | ---------------- |
| Сведбанк          | Гамла Уллеві      | Олімпія           | Ер'янс Валль     |
| Місткість: 21 000 | Місткість: 16 700 | Місткість: 12 500 | Місткість: 8 000 |
|                   |                   |                   |                  |

## Груповий етап
На першому етапі вісім команд, розділені на дві групи по чотири команди, де кожна команда гратиме одну гру проти будь-якої іншої команди у своїй групі. За перемогу команди отримають три очки, за нічию — одне очко і за поразку — жодного очка. Команди, що зайняли перше і друге місце у своїх групах, здобудуть право виступати у півфіналі.

### Група A
| Команда  | І | В | Н | П | ГЗ | ГП | РГ | О |
| -------- | - | - | - | - | -- | -- | -- | - |
| Італія   | 3 | 2 | 1 | 0 | 4  | 2  | +2 | 7 |
| Швеція   | 3 | 2 | 0 | 1 | 9  | 4  | +5 | 6 |
| Сербія   | 3 | 0 | 2 | 1 | 1  | 3  | −2 | 2 |
| Білорусь | 3 | 0 | 1 | 2 | 2  | 7  | −5 | 1 |

| 16 червня 2009 18:15 |

| Швеція                                              | 5 – 1    | Білорусь   |
| --------------------------------------------------- | -------- | ---------- |
| Мартинович 34' (аг) Берг 38', 44', 81' Свенссон 89' | Протокол | Кисляк 33' |

| Сведбанк, Мальме Глядачів: 14,623 Арбітр: Клаудіо Чіркетта (Швейцарія) |

| 16 червня 2009 20:45 |

| Італія | 0 – 0    | Сербія |
| ------ | -------- | ------ |
|        | Протокол |        |

| Олімпія, Гельсінборг Глядачів: 7,158 Арбітр: Педру Проенса (Португалія) |

| 19 червня 2009 16:00 |

| Швеція       | 1 – 2    | Італія                       |
| ------------ | -------- | ---------------------------- |
| Тойвонен 89' | Протокол | Балотеллі 23' Аквафреска 53' |

| Олімпія, Гельсінборг Глядачів: 11,618 Арбітр: Тоні Шапрон (Франція) |

| 19 червня 2009 18:15 |

| Білорусь | 0 – 0    | Сербія |
| -------- | -------- | ------ |
|          | Протокол |        |

| Сведбанк, Мальме Глядачів: 3,313 Арбітр: Джюнейт Чакир (Туреччина) |

| 23 червня 2009 20:45 |

| Сербія    | 1 – 3    | Швеція                           |
| --------- | -------- | -------------------------------- |
| Качар 27' | Протокол | Берг 7', 15' (пен.) Тойвонен 29' |

| Сведбанк, Мальме Глядачів: 19,820 Арбітр: Педру Проенса (Португалія) |

| 23 червня 2009 20:45 |

| Білорусь   | 1 – 2    | Італія                       |
| ---------- | -------- | ---------------------------- |
| Кисляк 45' | Протокол | Аквафреска 45+3' (пен.), 75' |

| Олімпія, Гельсінборг Глядачів: 3,014 Арбітр: Клаудіо Чіркетта (Швейцарія) |

### Група В
| Команда   | І | В | Н | П | ГЗ | ГП | РГ | О |
| --------- | - | - | - | - | -- | -- | -- | - |
| Англія    | 3 | 2 | 1 | 0 | 5  | 2  | +3 | 7 |
| Німеччина | 3 | 1 | 2 | 0 | 3  | 1  | +2 | 5 |
| Іспанія   | 3 | 1 | 1 | 1 | 2  | 2  | 0  | 4 |
| Фінляндія | 3 | 0 | 0 | 3 | 1  | 6  | −5 | 0 |

| 15 червня 2009 18:15 |

| Англія                    | 2 – 1    | Фінляндія        |
| ------------------------- | -------- | ---------------- |
| Каттермол 15' Річардс 53' | Протокол | Спарв 33' (пен.) |

| Ер'янс Валль, Гальмстад Глядачів: 6,828 Арбітр: Джюнейт Чакир (Туреччина) |

| 15 червня 2009 20:45 |

| Іспанія | 0 – 0    | Німеччина |
| ------- | -------- | --------- |
|         | Протокол |           |

| Гамла Уллеві, Гетеборг Глядачів: 15,827 Арбітр: Тоні Шапрон (Франція) |

| 18 червня 2009 18:15 |

| Німеччина              | 2 – 0    | Фінляндія |
| ---------------------- | -------- | --------- |
| Геведес 59' Дежаґа 61' | Протокол |           |

| Ер'янс Валль, Гальмстад Глядачів: 6,011 Арбітр: Peter Rasmussen (Данія) |

| 18 червня 2009 20:45 |

| Іспанія | 0 – 2    | Англія                  |
| ------- | -------- | ----------------------- |
|         | Протокол | Кемпбелл 67' Мілнер 73' |

| Гамла Уллеві, Гетеборг Глядачів: 16,123 Арбітр: Бйорн Кейперс (Нідерланди) |

| 22 червня 2009 20:45 |

| Фінляндія | 0 – 2    | Іспанія               |
| --------- | -------- | --------------------- |
|           | Протокол | Торрехон 29' Леон 55' |

| Гамла Уллеві, Гетеборг Глядачів: 8,093 Арбітр: Бйорн Кейперс (Нідерланди) |

| 22 червня 2009 20:45 |

| Німеччина | 1 – 1    | Англія      |
| --------- | -------- | ----------- |
| Кастро 5' | Протокол | Родвелл 30' |

| Ер'янс Валль, Гальмстад Глядачів: 7,414 Арбітр: Петер Расмуссен (Данія) |

## Півфінали
|  | Півфінали               | Півфінали |   |  | Фінал              | Фінал |  |
|  |                         |           |   |  |                    |       |  |
|  | 26 червня – Гельсінборг |           |   |  |                    |       |  |
|  | Італія                  | 0         |   |  |                    |       |  |
|  | Німеччина               | 1         |   |  |                    |       |  |
|  |                         |           |   |  |                    |       |  |
|  |                         |           |   |  | 29 червня — Мальме |       |  |
|  |                         |           |   |  | Німеччина          | 4     |  |
|  |                         | Англія    | 0 |  |                    |       |  |
|  |                         |           |   |  |                    |       |  |
|  |                         |           |   |  |                    |       |  |
|  |                         |           |   |  |                    |       |  |
|  | 26 червня — Гетеборг    |           |   |  |                    |       |  |
|  | Англія (p)              | 3 (5)     |   |  |                    |       |  |
|  | Швеція                  | 3 (4)     |   |  |                    |       |  |

| 26 червня 2009 18:00 |

| Англія                                 | 3 – 3    | Швеція                     |
| -------------------------------------- | -------- | -------------------------- |
| Крейні 1' Онуоха 27' Б'єрсмюр 38' (аг) | Протокол | Берг 68', 81' Тойвонен 75' |

| Гамла Уллеві, Гетеборг Глядачів: 16,385 Арбітр: Джюнейт Чакир (Туреччина) |

|                                                       |       | Пенальті                                                |  |
| Мілнер · Гарт · Каттермол · Джонсон · Волкотт · Гіббз | 5 – 4 | Берг · Ельм · Б'єрсмюр · Лустіг · Р. Бенгтссон · Молінс |  |

| 26 червня 2009 20:45 |

| Італія | 0 – 1    | Німеччина |
| ------ | -------- | --------- |
|        | Протокол | Бек 48'   |

| Олімпія, Гельсінборг Глядачів: 8,094 Арбітр: Педру Проенса (Португалія) |

## Фінал
| 29 червня 2009 20:45 |

| Німеччина                           | 4 – 0    | Англія |
| ----------------------------------- | -------- | ------ |
| Кастро 23' Езіл 48' Вагнер 79', 84' | Протокол |        |

| Сведбанк, Мальме Глядачів: 18,769 Арбітр: Бйорн Кейперс (Нідерланди) |

| Німеччина | Англія |

| НІМЕЧЧИНА:   |    |                  |     |     |
|              |    |                  |     |     |
| ВР           | 1  | Мануель Ноєр     |     |     |
| ЗХ           | 2  | Андреас Бек      |     |     |
| ЗХ           | 4  | Бенедикт Геведес |     |     |
| ЗХ           | 5  | Жером Боатенг    |     |     |
| ЗХ           | 3  | Себастьян Беніш  | 65' |     |
| ПЗ           | 15 | Матс Гуммельс    |     | 83' |
| ПЗ           | 14 | Фабіан Джонсон   |     | 69' |
| ПЗ           | 20 | Ґонсало Кастро   |     |     |
| ПЗ           | 8  | Самі Хедіра (к)  |     |     |
| ПЗ           | 10 | Месут Езіл       |     | 89' |
| НП           | 13 | Сандро Вагнер    | 84' |     |
| Заміни:      |    |                  |     |     |
| ПЗ           | 16 | Даніель Швааб    |     | 69' |
| ПЗ           | 6  | Денніс Аого      |     | 83' |
| НП           | 19 | Марцель Шмельцер |     | 89' |
| Тренер:      |    |                  |     |     |
| Горст Грубеш |    |                  |     |     |

| АНГЛІЯ:     |    |                |  |     |
|             |    |                |  |     |
| ВР          | 22 | Скотт Лоуч     |  |     |
| ЗХ          | 2  | Мартін Крейні  |  | 79' |
| ЗХ          | 17 | Майка Річардс  |  |     |
| ЗХ          | 6  | Недум Онуоха   |  | 46' |
| ЗХ          | 19 | Кірен Гіббз    |  |     |
| ПЗ          | 12 | Фабріс Муамба  |  | 78' |
| ПЗ          | 4  | Лі Каттермол   |  |     |
| ПЗ          | 10 | Марк Нобл (к)  |  |     |
| ПЗ          | 7  | Джеймс Мілнер  |  |     |
| ПЗ          | 11 | Адам Джонсон   |  |     |
| НП          | 14 | Тео Волкотт    |  |     |
| Заміни:     |    |                |  |     |
| НП          | 18 | Майкл Менсьєнн |  | 46' |
| ПЗ          | 15 | Джек Родвелл   |  | 78' |
| ПЗ          | 8  | Крейг Гарднер  |  | 79' |
| Тренер:     |    |                |  |     |
| Стюарт Пірс |    |                |  |     |

| Гравець матчу: Месут Езіл (Німеччина) Помічники арбітра: Жоель Де Брюйн (Бельгія) Дьордь Рінг (Угорщина) Четвертий арбітр: Педру Проенса (Португалія) |

| Євро-2009 (U-21)    |
| ------------------- |
| Німеччина 1-й титул |

## Бомбардири
| 7 голів - Маркус Берг 3 голи - Роберт Аквафреска - Ула Тойвонен 2 голи - Сергій Кисляк - Гонсало Кастро - Сандро Вагнер Автоголи - Олександр Мартинович (проти Швеції) - Маттіас Бйорсмір (проти Англії) | 1 гол - Фрейзер Кемпбелл - Лі Каттермол - Мартін Крейні - Джеймс Мілнер - Недум Онуоха - Майка Річардс - Джек Родвелл - Тім Спарв - Андреас Бек - Ашкан Дежаґа - Бенедикт Геведес - Месут Езіл - Маріо Балотеллі - Гойко Качар - Педро Леон - Марк Торрехон - Густав Свенссон |